# Rosinha (cantora)
Rosa Maria Sequeira Inácio (Montijo, 5 de janeiro de 1971), mais conhecida pelo seu nome artístico Rosinha, é uma cantora, compositora e acordeonista portuguesa de música pimba.

## Biografia
Rosa Maria nasceu a 5 de janeiro de 1971 no Montijo e viveu grande parte da sua infância em Santo Isidro de Pegões, onde atualmente habita.
Aos 10 anos, a sua família mudou-se para o Montijo, onde viveu até aos 14 anos. Foi também nessa altura que começou a aprender a tocar acordeão. Alguns anos depois, Rosa Maria começou a estudar no Instituto de Música Vitorino Matono, em Lisboa.
Deu os primeiros concertos quando tinha 17 anos, como vocalista e acordeonista em vários tipos de festas. Em 2007, o produtor Páquito Rebelo convidou-a para gravar um disco, e foi nessa altura que a cantora adotou o nome artístico “Rosinha”. O seu primeiro concerto como Rosinha foi em Évora.
Desde então que Rosinha tem dado continuidade à sua carreira como cantora. Em 2007, lançou o seu primeiro trabalho de originais: "Com a Boca no Pipo", que conquistou um disco de platina. Em 2008, lança um disco com o nome “Ele só quer é Fruta”.
Em 2009, lança “Eu Levo no Pacote”, um dos maiores sucessos da sua carreira. No ano seguinte, lança o álbum “Eu Chupo“ e em 2011, "Quem põe a minhoca sou eu". Mantendo o seu género musical brejeiro e popular, com recurso a trocadilhos e a títulos sugestivos, Rosinha continuou a lançar vários discos nos anos seguintes que obtiveram muito êxito em Portugal: “Tenho um andar novo”, “Na minha panela não entra…”, “Eu seguro no pincel”, “Eu lavo a Amêijoa”, “Eu Faço de coentrada”, "É de Gatas que eu Gosto", "Eu descasco-lhe a banana" e "Eu Mexo nos Telhões do Meu Amor".
Em plena pandemia, os sucessos de Rosinha continuaram, com "Fica Sempre no Coador", lançado em 2020 (cujo videoclipe foi gravado em sua casa com o seu telemóvel), e "Eu Tenho uma Cana Boa", publicado em 2021, que dá título ao álbum que inclui a balada "Ele Come Pipis".
Mais recentemente, Rosinha lançou o disco “Eu Agarro-lhe No Barrote”, que inclui a música com o mesmo nome, “Eu Vou Capar Os Tomates”, “É Só No Cu Meter” ou ainda a valsa “Há Pau De Toda A Maneira”, entre outras.
Rosinha é presença frequente em diversos programas de televisão e faz vários espetáculos em diversas partes do mundo, sendo um nome bem conhecido do público.
Rosinha tem fotossensibilidade, daí utilizar óculos de sol nos seus espetáculos.

## Discografia
- Com a Boca no Pipo (2007) [5]
- Só Quer é Fruta (2008) [5]
- Eu Levo no Pacote (2009) [5]
- Eu Chupo (2010) [5]
- Quem Põe a Minhoca... (Sou Eu) (2011) [5]
- Tenho Um Andar Novo (2012) [5]
- Na Minha Panela Não Entra (2013) [5]
- Eu Seguro no Pincel (2014) [5]
- Eu Lavo a Amêijoa (2015) [5]
- Eu Faço De Coentrada (2016) [5]
- É de Gatas Que Eu Gosto (2017) [5]
- Eu Descasco-lhe a Banana (2018) [5]
- Eu Mexo Nos Telhões do Meu Amor (2019) [5]
- Fica Sempre no Coador (2020) [5]
- Eu Tenho Uma Cana Boa (2021) [5]
- Eu Agarro-lhe no Barrote (2022) [5]
- Com Sola À Frente, Com Sola Atrás (2023) [5]
- Adoro... É Pequenino Mas É Trabalhador (2024) [5]
- Deixou-me a Mala no Comboio, com Bárbara Tinoco (2024)[6]